# Avona
Avona (anglicky Avon, [ejvn nebo ævn]) je řeka v Anglii. Protéká hrabstvími Leicestershire, Northamptonshire, Warwickshire, Worcestershire a Gloucestershire v oblasti Midlands a vlévá se do Severnu nedaleko před jeho estuárem do Bristolského zálivu. 
V Británii je pro odlišení od jiných stejnojmenných řek známa též jako Upper Avon, Warwickshire Avon či Shakespeare's Avon, podle Stratfordu nad Avonou, jímž protéká a který je rodištěm dramatika Williama Shakespeara.

## Průběh toku
Pramení v hrabství Northamptonshire u obce Naseby, asi 20 km severně od Northamptonu a 25 km jihovýchodně od Leicesteru. Teče na západ přes Rugby, dále na jihozápad přes Stratford (kde na ni navazuje Stratford Canal) a Evesham a u Tewkesbury se vlévá do Severnu. Řeka s četnými jezy a zdymadly je od Stratfordu dolů splavná a turisty velmi oblíbená. Celková délka toku činí 154 km.